# Chiesa dei Santi Gottardo e Bartolomeo
La chiesa dei Santi Gottardo e Bartolomeo è un luogo di culto della frazione Cirano di Gandino in provincia e diocesi di Bergamo, fa parte del vicariato di Gandino, e sussidiaria della parrocchia di San Giacomo.

## Storia
La chiesa fu edificata per volontà di Giovanni de Michelis fu Zambono de Conzalis, gandinese proprietario del terreno, nel XV secolo e consacrata nel 1476. La gestione del lascito di 36 pertiche di fondo, la cui rendita era necessaria per la celebrazione di 120 messe annuali, era affidata a tre sindaci.
Visitata nel 1564 dal vescovo Federico Corner, viene descritta poco curata e abbandonata. La facciata, priva di cancellata, permetteva l'ingresso e il rifugio degli animali randagi, per questo venne chiesto alla comunità di chiuderne l'accesso. Anche nelle visite pastorali successive di san Carlo Borromeo nel 1575, e del vescovo Giambattista Milani nel 1594, la descrissero come abbandonata e priva di arredi, per questo invitavano la comunità gandinese a provvedere alla cura dell'edificio di culto.
La chiesa fu così oggetto di restauro, anche grazie alla gestione da parte di due laici che nel Seicento ne curarono la ricostruzione. La nuova costruzione causò però la protesta dell'allora parroco perché non vi avevano edificato il locale della sagrestia, comunicando, nel 1613, il suo reclamo al vescovo Giovanni Emo, documento conservato nell'archivio della curia vescovile. Nel 1638 risulta vi fosse stata costruita la cappella dedicata alla Madonna della Neve e che vi fosse autorizzata la presenza di un eremita che ottenne di celebrare le funzioni liturgiche dal vescovo Luigi Grimani. La data del 1630 posta sulla lapide posta in facciata, conferma che la chiesa era stata restaurata, curata, e che i lavori a quella data erano ultimati.
Sempre del Seicento è il campanile con la presenza di 9 campane di cui quella più vecchia venne fusa nel 1650. Il concerto fu completato con l'aggiunta di nuove campane nel 1954, nel 1987 per venire ultimato nel 1991, con la composizione di tutte e nove le campane. Nel 1969, con la creazione della parrocchia di San Bartolomeo, la chiesa divenne sussidiaria della chiesa di San Giacomo.

## Descrizione

### Esterno
La chiesa dal tradizionale orientamento a est, si trova all'inizio della valle d'Agro in posizione elevata nella zona detta costa del Gallo. Vi si accede da una gradinata laterale che conduce al piccolo sagrato coperto dal colonnato e inserito in una parte prativa delimitata da un muretto, da dove lo sguardo si volge a tutta la Val Gandino. La facciata ospita centrale l'ingresso con portale in arenaria e due finestre laterali molto ampie sempre con cornice in arenaria. L'epigrafe con la datazione è posta sopra l'ingresso: 

### Interno
L'interno si presenta a tre navate, di quella centrale, divisa in tre campate, è più ampia, con la volta  decorata a finte architetture, che danno l'effetto di maggior ampiezza anche se l'altezza della navata è minima. Le due navati laterali sono conformi a cappelle comunicanti con ampi passaggi. Presentano volta a vela con piccole aperture risalenti al XVIII secolo. 
Sulla controfacciata è presente il matroneo, usato come cantoria Nella navata sinistra vi è la cappella dedicata alla Madonna della Sanità, venerata dalla popolazione di Gandino che la festeggia ogni anno la prima domenica d'agosto. L'arco di questa cappella ospita una pietra nera con la dicitura: LA MADONNA DELLA SANITA' - A DI V AGOSTO -MDCXXXVI. Questa è chiusa da una cancellata in ferro battuto con decorazioni bronzee. Sicuramente costruita in epoca successiva, si presenta molto ampia che esce dal perimetro della chiesa.
La zona presbiteriale anticipata dall'arco trionfale è ha pianta quadrata con volta a botte decorata. con gli episodi della vita dei santi Gottardo e Bartolomeo di autore igoto ma probabilmente locale. I due santi sono inseriti a monocromo in una finta architettura con santi, putti e cherubimi, tra finte colonne, e decori con ghirlande e festoni tardobarocchi. Gli affreschi sono stati oggetto di restauro da parte della soprintendenza dei Beni culturali.